# Sing Sing (pel·lícula)
Sing Sing és una pel·lícula dramàtica carcerària estatunidenca del 2024 dirigida per Greg Kwedar, que va coescriure el guió amb Clint Bentley. Basada en el programa de Rehabilitation Through the Arts a la presó de màxima seguretat de Sing Sing, la pel·lícula se centra en un grup d'homes empresonats que participen en la creació d'espectacles teatrals. És protagonitzada pels actors professionals Colman Domingo, Sean San José i Paul Raci, juntament amb diversos expresos que havien participat en el programa durant el seu empresonament, com ara Clarence "Divine Eye" Maclin i Jon-Adrian "JJ" Velazquez. S'ha doblat i subtitulat al català.
La pel·lícula es va estrenar al programa de Presentacions especials del Festival Internacional de Cinema de Toronto de 2023. Es va distribuir per A24 als Estats Units el 12 de juliol de 2024. Va rebre elogis de la crítica i va ser considerada com una de les deu millors pel·lícules de l'any pel National Board of Review i l'American Film Institute. Va rebre nombrosos reconeixements, incloent-hi tres nominacions als LXXVIII Premis BAFTA (inclosos els de millor actor per a Domingo i millor actor secundari per a Maclin) i als Premis Oscar (inclosos el de millor actor per a Domingo).